# Eddie Kingston
Edward Moore, meglio noto come Eddie Kingston (Yonkers, 12 dicembre 1981), è un wrestler statunitense sotto contratto con la All Elite Wrestling.
Moore è principalmente ricordato per i suoi trascorsi nella Ring of Honor e nella Total Nonstop Action Wrestling.

## Carriera

### Circuito indipendente (2002-2016, 2018-2020)

#### Ring of Honor (2006-2014)
Kingston fece la sua prima apparizione nella Ring of Honor a Death Before Dishonor IV il 15 luglio 2006, come quinto membro del Team CZW nel Cage of Death match, perso dal Team CZW.
La sua seconda apparizione si ebbe il 14 marzo 2008, quando si fece vedere tra il pubblico durante un incontro tra The Vulture Squad e Austin Aries & Bryan Danielson.
Il 1º marzo 2009 a Ring of Honor Wrestling sconfisse Sami Callihan. Poco tempo dopo riprese la rivalità con Chris Hero. Il 19 dicembre a Final Battle 2009, primo pay-per-view dal vivo della ROH, Kingston sconfisse Hero in un "Fight Without Honor" match.
Kingston tornò nella ROH il 4 marzo 2012, al 10th Anniversary Show, dove rappresentò la Chikara in veste di Grand Champion ed ebbe un confronto verbale con Kevin Steen. Ciò portò a un Grand Championship match nella Chikara, nel quale Kingston sconfisse Steen per squalifica. Il 29 giugno a Ring of Honor Wrestling, salvò Mike Mondo da Steen e Jimmy Jacobs. Ad agosto sfidò senza successo Steen per il ROH World Championship a Boiling Point.
Il 17 agosto 2013 formò un nuovo tag team con Homicide. Il duo sconfisse Marshall Law (Q.T. Marshall & R.D. Evans). Dopo il main event della serata, Kingston e Homicide attaccarono i nuovi campioni ROH World Tag Team, reDRagon (Bobby Fish & Kyle O'Reilly), prima di annunciare il loro nome: "Outlaw Inc.". Dopo aver sconfitto The American Wolves (Davey Richards & Eddie Edwards), gli Outlaw Inc. furono nominati primi sfidanti al ROH World Tag Team Championship. La coppia fu però sconfitta dai reDRagon all'evento Final Battle 2013. L'ultimo match di Kingston nella ROH ebbe luogo nella primavera del 2014.

### All Elite Wrestling (2020-presente)
Kingston esordì nella All Elite Wrestling (AEW) il 22 luglio 2020, durante una puntata di Dynamite, dove fu sconfitto da Cody Rhodes in un match con in palio l'AEW TNT Championship. Il 31 luglio fu annunciato che Kingston aveva firmato un contratto con la AEW. Il 22 agosto a Dynamite si alleò con The Butcher and The Blade e i Lucha Brothers. Al pay-per-view All Out, Kingston partecipò alla Casino Battle Royale, dove fu eliminato da Lance Archer. Tuttavia, Kingston dichiarò di non essere mai stato eliminato dal match perché era passato sotto l'ultima corda e richiese un match per l'AEW World Championship. Il 23 settembre sfidò quindi Jon Moxley per il titolo, ma fu sconfitto.
Il 18 novembre i Lucha Brothers si rivoltarono a Kingston dopo che lui e Butcher and Blade assalirono Pac. A New Year's Smash del 13 gennaio 2021, Kingston fu sconfitto da Pac. A Revolution il 7 marzo effettuò un turn face salvando Jon Moxley da Kenny Omega. Successivamente i due rinsaldarono la propria amicizia e si allearono. In aggiunta, Kingston pose fine alla sua alleanza con The Butcher and The Blade, dopo che questi furono assoldati da Matt Hardy come parte del suo entourage. Al ppv Double or Nothing del 30 maggio, Kingston e Moxley sfidarono senza successo i campioni di coppia The Young Bucks. Poco dopo Moxley si presa una pausa per la nascita del primo figlio, Kingston si alleò allora con Pentagón Jr. per affrontare nuovamente The Young Bucks per i titoli di coppia all'evento Road Rager, ma senza successo. Alla fine iniziò un feud con Miro, dal quale fu sconfitto allo show All Out.
Dopo la sconfitta con Miro, prese parte a un eight-man single elimination tournament per avere l'opportunità di una shot all'AEW World Championship, ma fu eliminato in semifinale da Bryan Danielson.
Immediatamente dopo la sconfitta rimediata con Danielson, interruppe un'intervista di CM Punk, dando inizio a un feud con lui. Kingston affrontò Punk a Full Gear, ma fu sconfitto. Il mese seguente, cominciò una rivalità con Chris Jericho, ma soffrì un infortunio all'osso orbitale il 22 gennaio che lo mise temporaneamente fuori combattimento. All'evento Revolution del 6 marzo riuscì a sconfiggere Jericho per sottomissione, nella sua prima vittoria in un pay-per-view AEW. Il 20 luglio all'evento Fyter Fest fu sconfitto da Jericho in un violento Barbed Wire Everywhere Deathmatch.
Quindi cominciò un feud con Sammy Guevara, alleato di Jericho. I due avrebbero dovuto scontrarsi al ppv All Out, ma il match fu cancellato a causa della sospensione di Kingston dalla AEW a causa del coinvolgimento in una vera rissa con Guevara nel backstage. Dopo la sospensione affrontò Guevara in un match a Rampage: Grand Slam; inizialmente vinto per sottomissione, ma la decisione venne ribaltata dopo che Kingston si era rifiutato di interrompere la presa.
A AEW×NJPW: Forbidden Door il 25 giugno, insieme a Adam Page, The Young Bucks e Tomohiro Ishii, affrontò Moxley, Yuta, Castagnoli, Takeshita e Shota Umino in un ten-man tag team match, vinto dalla sua squadra won. Proseguì poi il feud con The Blackpool Combat Club, a causa del suo odio per Claudio Castagnoli, alleandosi ai suoi nemici comuni, Pentagón Jr., Best Friends (Chuck Taylor & Trent Beretta) e Orange Cassidy per sfidare i BCC (Moxley, Castagnoli e Yuta) e Santana & Ortiz, al ppv All In in uno stadium stampede match. All'evento, la squadra di Kingston uscì vittoriosa. La settimana seguente, Kingston e Katsuyori Shibata furono sconfitti da Castagnoli e Yuta.

## Personaggio

### Mosse finali
- Uraken (Spinning backfist)
- Backfist to the Future (Spinning backfist)
- Royal Flush (Lifting DDT)
- Sliding D (Sliding forearm smash)

### Soprannomi
- "God's Middle Child"
- "King of Diamonds"
- "Last of a Dying Breed"
- "War King"
- "The Mad King"

## Titoli e riconoscimenti

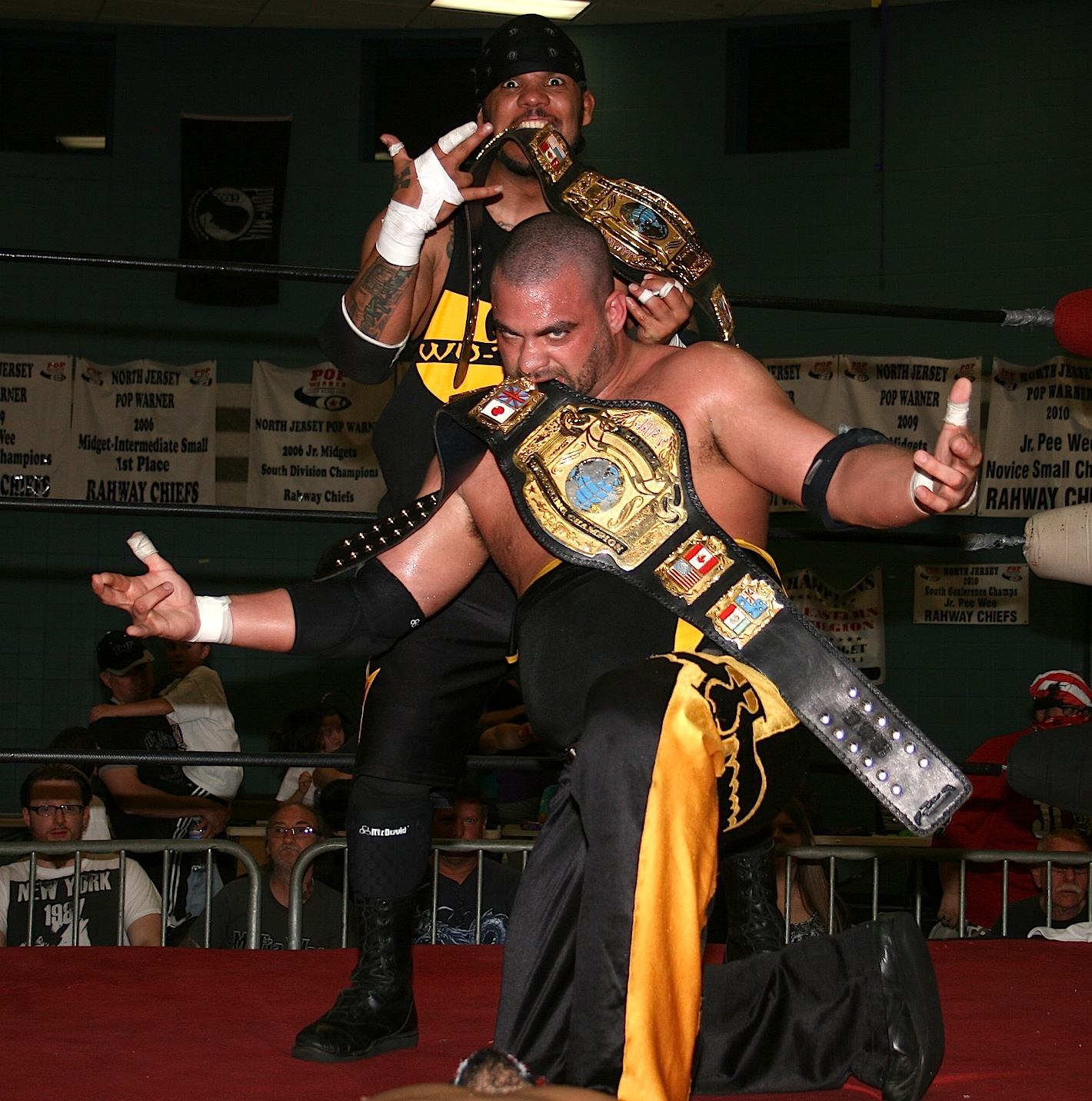
Kingston e Homicide nel 2012 come JAPW Tag Team Champions

- All American Wrestling/AAW: Professional Wrestling Redefined
  - AAW Heavyweight Championship (2)[39][40]
  - AAW Tag Team Championship (1) – con David Starr e Jeff Cobb[41]
- American Championship Entertainment
  - ACE Diamond Division Championship (1)[42]
- All Elite Wrestling
  - AEW Continental Championship (1)[43]
- Chikara
  - Chikara Grand Championship (1)[44]
  - Torneo Cibernetico (2010)[45]
- Combat Zone Wrestling
  - CZW World Heavyweight Championship (1)[46]
  - CZW World Tag Team Championship (2) – con Joker (1) e Drake Younger (1)[46]
- DDT Pro-Wrestling
  - Ironman Heavymetalweight Championship (1)[47]
- EGO Pro Wrestling
  - EPW Heavyweight Championship (1)[48]
- Evolve
  - Evolve Tag Team Championship (1) – con Joe Gacy[49]
- Glory Pro
  - Crown of Glory Championship (1 time)[50]
- Independent Wrestling Association Mid-South
  - IWA Mid-South Heavyweight Championship (1)[51]
  - IWA Mid-South Tag Team Championship (2) – con BlackJack Marciano (1)[48] e Homicide (1)[52]
  - Revolution Strong Style Tournament (2006)[48]
- Jersey All Pro Wrestling
  - JAPW New Jersey State Championship (1)[53]
  - JAPW Tag Team Championship (1) – con Homicide[54]
- New Japan Pro Wrestling
  - Strong Openweight Championship (1)[55]
- Pro Wrestling Illustrated
  - 168º tra i 500 migliori wrestler singoli nella PWI 500 (2013)[56]
- Ring of Honor
  - ROH World Championship (1)
- Sports Illustrated
  - 10º tra i 10 migliori wrestler (2020)[57]
- Top Rope Promotions
  - TRP Heavyweight Championship (1)[48]
- Wrestling Observer Newsletter
  - Best on Interviews (2020)[58]
  - Feud of the Year (2020) - vs. Jon Moxley[58]
- World Star Wrestling Federation
  - WSWF Heavyweight Championship (1)[48]
- Altri titoli
  - ICW/ICWA Tex-Arkana Television Championship (1)[48]